# Horka (stacja kolejowa)
Horka (niem. Bahnhof Horka) – stacja kolejowa w Horce, w kraju związkowym Saksonia, w Łużycach Górnych, w Niemczech. Jest to dworzec dwupoziomowy, gdzie krzyżują się prostopadle linie Berlin – Görlitz i Węgliniec – Roßlau. Ta ostatnia linia kolejowa jest również znana pod nazwą Niederschlesische Gütermagistrale i przecina wschodnią część Horka Güterbahnhof i Nysę Łużycką ku Polsce. Została otwarta w 1874 r.

## Linie kolejowe
- Berlin – Görlitz
- Węgliniec – Roßlau

## Połączenia
| Linia | Trasa                                                                     | Takt (min) | Przewoźnik kolejowy |
| ----- | ------------------------------------------------------------------------- | ---------- | ------------------- |
| OE 65 | Cottbus – Spremberg – Weißwasser (Oberlausitz) – Horka – Görlitz – Zittau | 60         | ODEG                |